# Only Love Can Break Your Heart

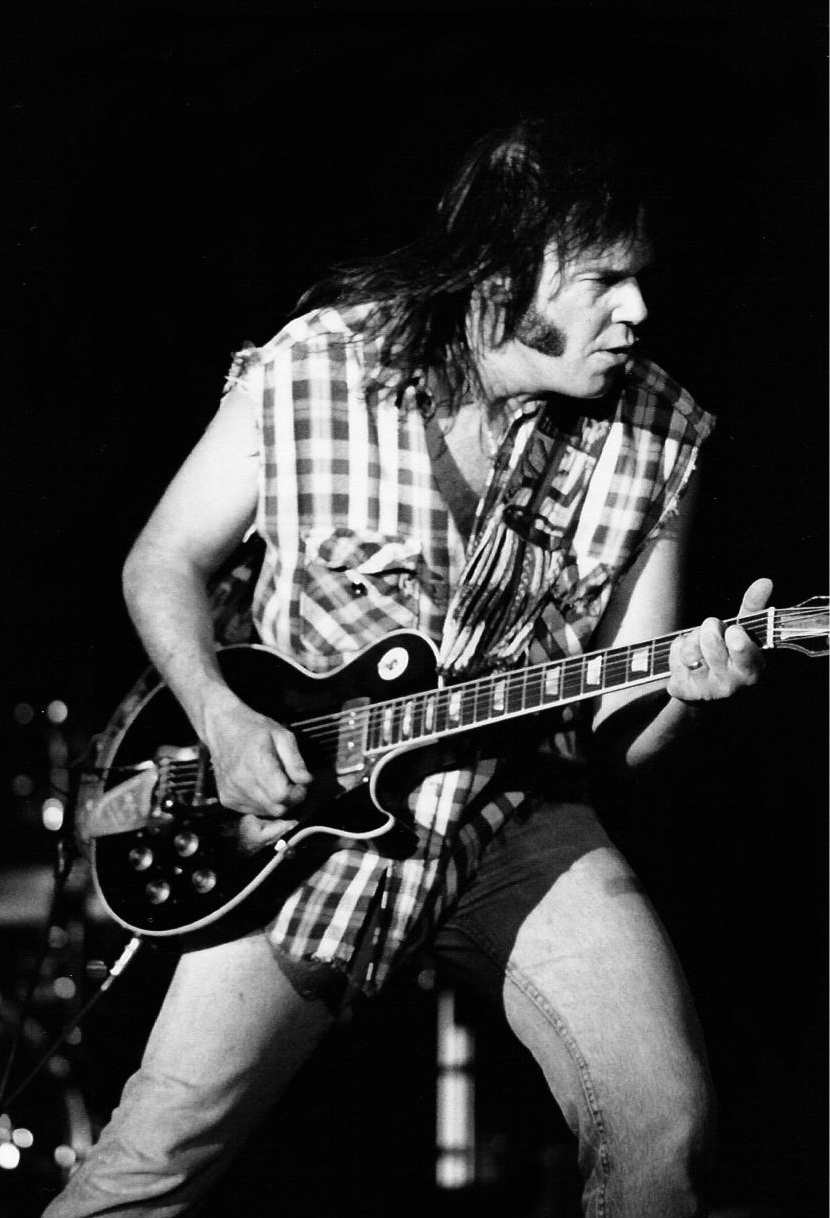
Neil Young in concerto

Only Love Can Break Your Heart è un brano musicale scritto ed interpretato dal musicista canadese Neil Young, incluso nel suo album After the Gold Rush del 1970, e successivamente pubblicato su singolo negli Stati Uniti (B-side Birds) dove raggiunse la posizione numero 33 nella classifica di Billboard Hot 100.

## Il brano
La canzone è la terza traccia presente sull'album After the Gold Rush, e venne presumibilmente scritta per Graham Nash dopo la sua separazione da Joni Mitchell, anche se Young si è dimostrato sempre vago sull'argomento, sebbene abbia confermato ufficialmente la tal cosa nel corso di un'intervista del 2000. Pubblicato su singolo in America nell'ottobre 1970, il brano divenne il primo successo da top 40 per Neil Young come artista solista, raggiungendo la posizione numero 33 negli Stati Uniti. Il lato B del singolo era una versione differente rispetto a quella inserita nell'album del brano Byrds, qui registrato con i Crazy Horse; apparentemente una scelta accidentale.

## Cover
- Jackie DeShannon nel suo album Jackie del 1972.
- Nel 1990, la band inglese Saint Etienne registrò una versione della canzone, inclusa nel loro album di debutto Foxbase Alpha.
- Peter Laughner reinterpretò il brano in una versione demo poi pubblicata nella compilation Take the Guitar Player for a Ride.
- Juliana Hatfield registrò la canzone per la sua raccolta Gold Stars 1992-2002: The Juliana Hatfield Collection.
- La country rocker Kathleen Edwards registrò dal vivo il pezzo per il suo iTunes Live Session.
- Le Mint Juleps nel 1986.
- I The Corrs registrarono la canzone per VH1 Presents: The Corrs, Live in Dublin.
- Damien Leith sul suo album Catch the Wind: Songs of a Generation.
- Come bonus track nella ristampa dell'album Everything Stops for Tea di Long John Baldry.
- Gwyneth Herbert nel suo album di debutto Bittersweet and Blue.
- I The New Standards nel loro omonimo album del 2005.
- La garage rock band indonesiana The S.I.G.I.T. reinterpretò la canzone sul loro album Hertz Dyslexia.
- Butch Walker pubblicò una versione live del brano su iTunes Live From Lollapalooza.
- Angie Hart nel suo album Eat My Shadow.